# Dia Internacional da Menina
Dia Internacional da Menina (em inglês: International Day of the Girl Child) é celebrado em 11 de outubro. É uma data comemorativa declarada pela Organização das Nações Unidas.
O primeiro Dia Internacional da Menina foi celebrado em 11 de outubro de 2012. A celebração marca os progressos realizados na promoção dos direitos das meninas e mulheres adolescentes e reconhece a necessidade de se ampliar as estratégias para eliminar as desigualdades de gênero em todo o mundo. Essas desigualdades incluem o acesso e o direito à educação, à nutrição, aos direitos legais e a cuidados médicos, e a proteção contra discriminação, violência e casamento infantil forçado.

## História
A iniciativa do Dia Internacional da Menina começou com um projeto da Plan International, uma organização não-governamental, que opera em todo o mundo. A ideia de se criar um dia internacional para conscientizar sobre os direitos das meninas cresceu com a campanha global Por Ser Menina (em inglês: Because I Am a Girl), da Plan International, que visa conscientizar a população mundial sobre o empoderamento das meninas de todo o mundo e, particularmente, em países em desenvolvimento, através da educação.
A Plan International do Canadá se aproximou do governo federal canadense para conseguir apoio de conscientização sobre a campanha a nível internacional. O Dia Internacional da Menina foi formalmente proposto como uma resolução pelo Canadá na Assembleia Geral das Nações Unidas. Rona Ambrose, ministra do Estatuto da Mulher do Canadá, patrocinou a resolução; uma delegação de mulheres e meninas fizeram apresentações em apoio à iniciativa na 55° Comissão das Nações Unidas sobre o Estatuto da Mulher. Em 19 de dezembro de 2011, a Assembleia Geral das Nações Unidas votou para aprovar a resolução que adotou 11 de outubro de 2012 como o inaugural Dia Internacional da Menina.
A resolução afirma que o Dia Internacional da Menina reconhece a capacitação e investimento nas meninas, que são fundamentais para o crescimento econômico, a realização de todos os Objetivos de Desenvolvimento do Milênio, incluindo a erradicação da pobreza e de extrema pobreza, bem como a participação significativa de meninas nas decisões que as afetam, são a chave para quebrar o ciclo de discriminação e violência e na promoção e proteção do pleno e efetivo gozo dos seus direitos humanos, e reconhece também que capacitar meninas requer a sua participação ativa nos processos de tomada de decisão e do apoio ativo e engajamento de seus pais, tutores legais, familiares e prestadores de cuidados, bem como de meninos e homens, e da comunidade em geral.
A cada ano, o Dia Internacional da Menina tem um tema; o primeiro foi "Acabar com o Casamento Infantil"; o segundo, em 2013, foi "Inovando a Educação das Meninas"; o quarto, em 2014, foi "Empoderando Meninas Adolescentes: Quebrando o Ciclo da Violência"; em 2015, o tema é "O Poder das Meninas Adolescentes: Visões para 2030".

## Eventos pelo mundo

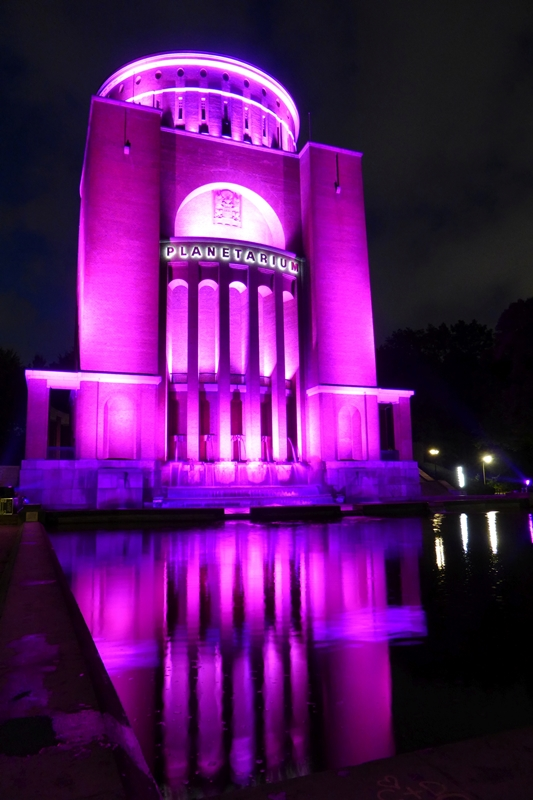
O Planetário Hamburg Welt-Mädchentag recebeu iluminação rosa para celebrar o Dia Internacional da Menina

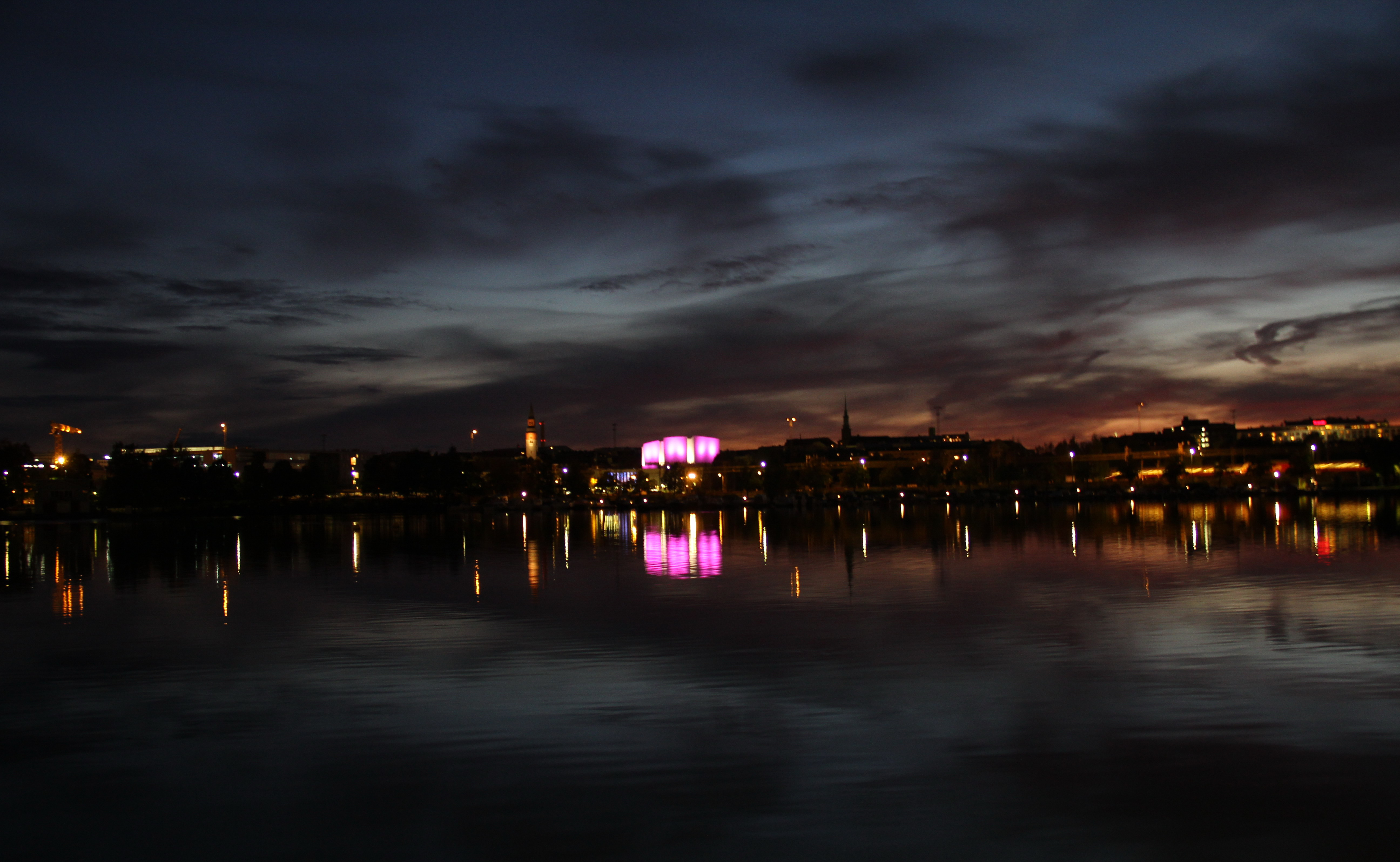
A prefeitura da Finlândia recebeu iluminação rosa para celebrar o Dia Internacional da Menina

Vários eventos para promover o Dia Internacional da Menina são organizados na maioria dos países. Alguns são patrocinados pela Organização das Nações Unidas. Outros são organizados por diversas organizações não-governamentais locais. Para marcar o lançamento da campanha mundial Por Ser Menina (Because I am a Girl), vários monumentos no mundo inteiro foram iluminados de rosa, tais como o Empire State Building (Nova York), CN Tower (Toronto), Sony Building (Berlim), Niagara Falls (Ontário, Canadá), London Eye (Londres), A Pequena Sereia (Copenhagen) e outros quatro no continente asiático. No Brasil, a Plan International Brasil realiza diversos eventos como sessões de cinema, iluminação de monumentos, debates, passeatas e flash mob. Em São Paulo, a Plan International Brasil iluminou o Monumento às Bandeiras de rosa, na virada do dia 10 para o dia 11 de outubro de 2012. Em São Luís, a Pedra da Memória, obelisco datado de 1841, localizado à Avenida Beira-mar/Centro Histórico, sendo parte do conjunto arquitetônico da cidade Patrimônio da Humanidade, também recebeu iluminação rosa na virada do dia 10 para 11.